# The Pleasure of Finding Things Out
The Pleasure of Finding Things Out är en samling korta verk av Nobelpristagaren och fysikern Richard Feynman från 1999, som utgavs postumt av Carl Feynman och Michelle Feynman. Boken innehåller intervjuer, tal, föreläsningar och tryckta artiklar. Bland dessa är hans berömda 1959 föreläsning There's Plenty of Room at the Bottom, hans betänkande om rymdfartskatastrofen Challenger och hans tal om vetenskaplig integritet där han myntade begreppet "cargo cult science".